# 南浦和駅

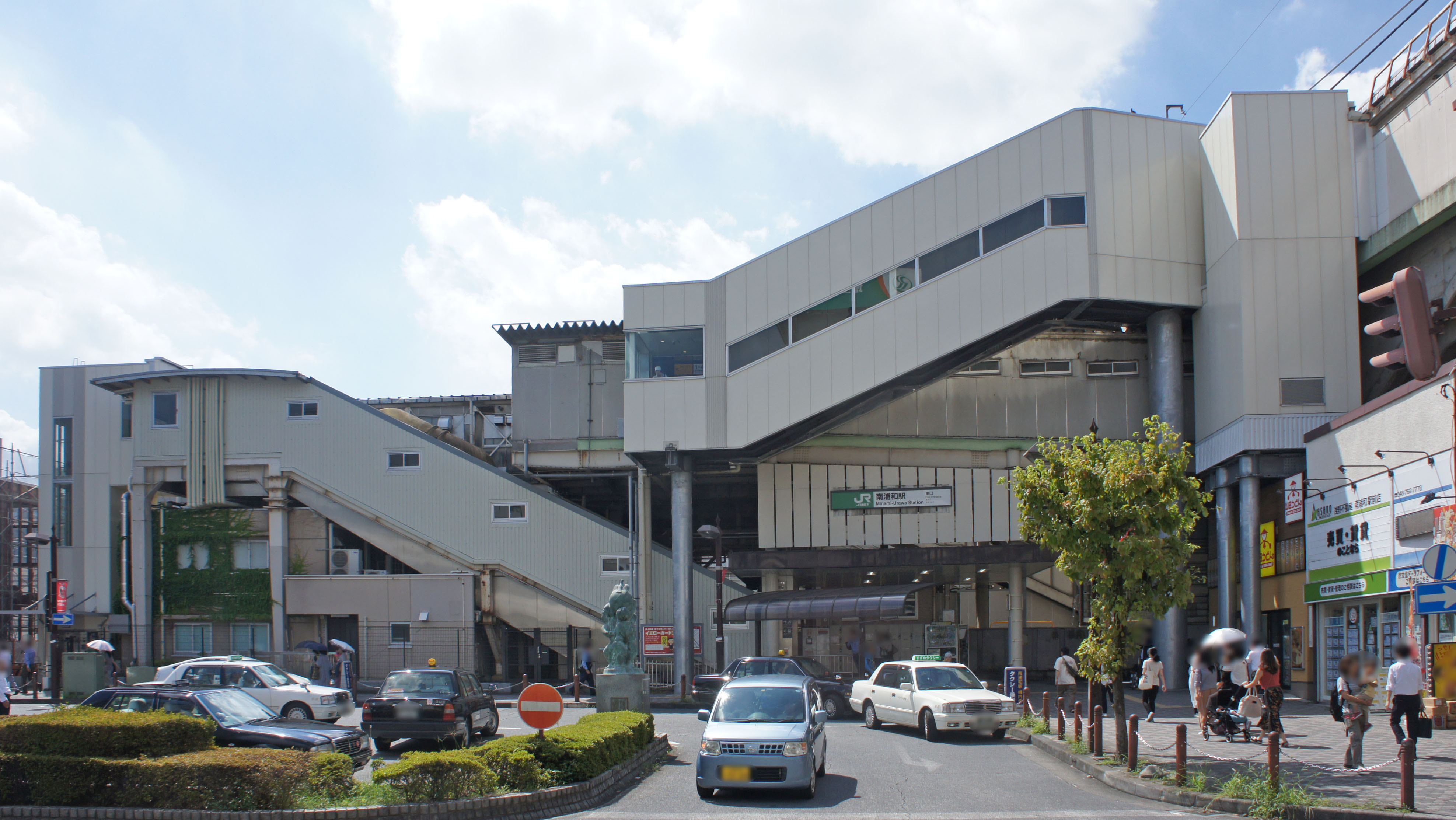
東口（2019年9月）

南浦和駅（みなみうらわえき）は、埼玉県さいたま市南区南浦和二丁目にある、東日本旅客鉄道（JR東日本）の駅である。

## 乗り入れ路線
乗り入れている路線は、線路名称上は東北本線と武蔵野線であり、東北本線を所属線としている。ただし、東北本線の列車は電車線を走る京浜東北線電車のみが停車し、旅客案内では「東北（本）線」は使用されていない。したがって、当駅は京浜東北線と武蔵野線との乗換駅として案内されている。駅番号は京浜東北線がJK 42、武蔵野線がJM 25。
当駅南側にさいたま車両センターが位置している関係もあり、当駅を始発終点とする京浜東北線の電車が多数設定されている。

## 歴史
- 1961年（昭和36年）7月1日：日本国有鉄道（国鉄）の駅として開業[4][新聞 1]。当初より橋上駅として建設された[新聞 1]。
  - 浦和市（当時）から請願があったこと[5]、蕨駅と浦和駅との駅の間に京浜東北線の車両基地である浦和電車区（現・さいたま車両センター）が建設されたのと同時に、駅間距離が長いことから車両の入出庫のために設けられた[6]。
- 1973年（昭和48年）4月1日：武蔵野線の開業により、同線のホームを設置[6]。
- 1987年（昭和62年）4月1日：国鉄分割民営化に伴い、東日本旅客鉄道（JR東日本）の駅となる[4]。
- 1992年（平成4年）6月30日：自動改札機を設置し、使用を開始する[7]。
- 2001年（平成13年）11月18日：ICカード「Suica」の利用が可能となる[報道 1]。
- 2010年（平成22年）12月4日：ダイヤ改正により武蔵野線で大宮駅と南船橋方面を結ぶしもうさ号が運転を開始。
- 2013年（平成25年）7月22日：午前9時15分頃、京浜東北線ホームと列車との隙間に女性客が転落。ホームや車内の乗客約40人が駅員と協力し、列車の車体を押して傾け、女性客を救出。その場に読売新聞の記者が居合わせ、この記事を写真付きで同日の夕刊に掲載[新聞 2]。同年7月26日、読売はこの報道に「世界中から賞賛の声が寄せられている」と報じる[新聞 3]。
- 2014年（平成26年）
  - 3月10日：改札階と1・2番線ホームを連絡するエレベーターが使用を開始[報道 2]。
  - 7月31日：改札階と3・4番線ホームを連絡するエレベーターが使用を開始[報道 2]。
- 2016年（平成28年）
  - 1月31日：改札階と5・6番線ホームを連絡するエレベーターが使用を開始[報道 2]。同時に3・4番線ホームと6番線ホームを直結する連絡階段が使用を開始[報道 2]。
  - 3月29日：改札階と西口を連絡するエレベーターが使用を開始[報道 2]。
- 2017年（平成29年）3月29日：改札階と東口を連絡するエレベーターが使用を開始し、バリアフリー化が完了[報道 2]。
- 2019年（平成31年）2月23日：1番線（京浜東北線南行）ホームにおいて、ホームドアの使用を開始[報道 3]。
- 2020年（令和2年）2月8日：4番線（京浜東北線北行）ホームにおいて、ホームドアの使用を開始[報道 4]。
- 2022年（令和4年）
  - 10月21日：この日をもってみどりの窓口の営業を終了[8][9]。
  - 10月22日：話せる指定席券売機を導入[2][8]。
- 2025年（令和7年）度：2・3番線ホームでスリットフレームホームドアの使用を開始（予定）[報道 5]。

## 駅構造
南北方向に伸びる京浜東北線を含む東北本線の各線路上を、東西方向に伸びる武蔵野線が高架で跨ぐ構造となっており、京浜東北線ホームの赤羽方高架上に武蔵野線ホームがある。
京浜東北線は島式ホーム2面4線を有する地上駅（橋上駅）で、2・3番線はさいたま車両センター（旧：浦和電車区）へ通じる折り返し線となっている。
当駅で車庫に引き上げる回送列車は日中を除いて3番線に入り、4番線に到着する大宮行き電車に同一ホームで乗り換えられるようになっている。朝・夕ラッシュ時は3番線に入り、降車終了後に一度浦和方にある引き上げ線で折り返し、始発電車として2番線に進入する。
武蔵野線ホームは相対式ホーム2面2線を有する高架駅。
長らく各ホームとの連絡は改札内コンコースのみ可能であったが、2016年に京浜東北線の3・4番線ホーム（大宮方面）と武蔵野線の6番線ホーム（西船橋方面）を結ぶ階段が設置され、改札側に武蔵野線の5番線ホーム（府中本町方面）と連絡する階段も新設された。
トイレは、改札内コンコースに1か所、また多機能トイレ（2016年1月31日使用開始）が改札内コンコースに1か所設置されている。
駅長・助役配置の直営駅で、東浦和駅を管理する。

### のりば
| 番線       | 路線       | 方向 | 行先                           | 備考            |
| ---------- | ---------- | ---- | ------------------------------ | --------------- |
| 地上ホーム |            |      |                                |                 |
| 1・2       | 京浜東北線 | 南行 | 赤羽・上野・東京・横浜方面     | 2番線は当駅始発 |
| 3・4       | 京浜東北線 | 北行 | 浦和・さいたま新都心・大宮方面 | 3番線は一部列車 |
| 高架ホーム |            |      |                                |                 |
| 5          | 武蔵野線   | 上り | 西国分寺・府中本町方面         |                 |
| 6          | 武蔵野線   | 下り | 新松戸・西船橋方面             |                 |

（出典：JR東日本:駅構内図）
- 武蔵野線には京葉線直通の東京行きが運転されているが、東京駅へは京浜東北線のほうが距離・所要時間ともに短い。
- 武蔵野線の駅カラーで当駅はオレンジ色となっている。

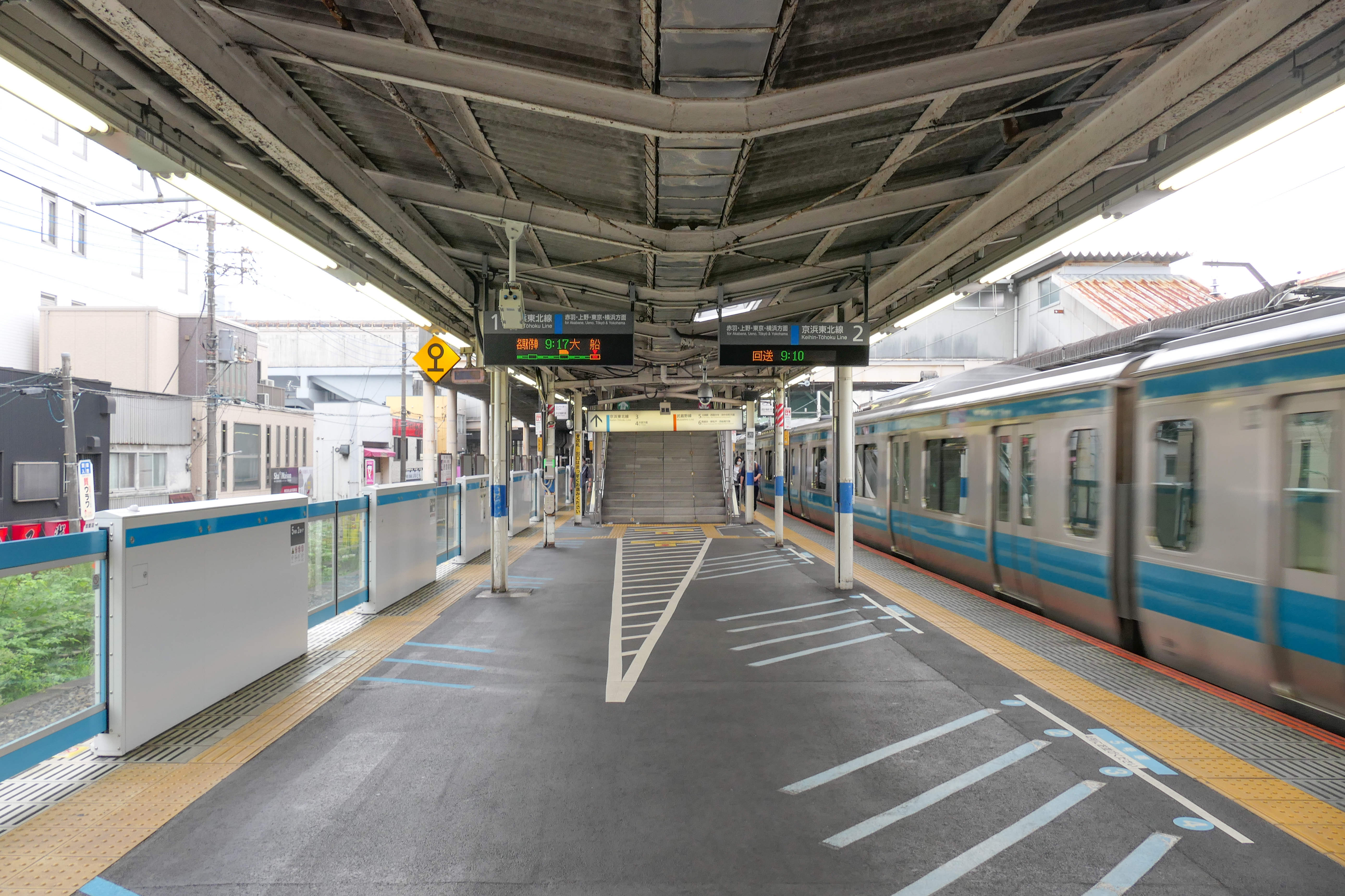
1・2番線（京浜東北線）ホーム （2021年8月）
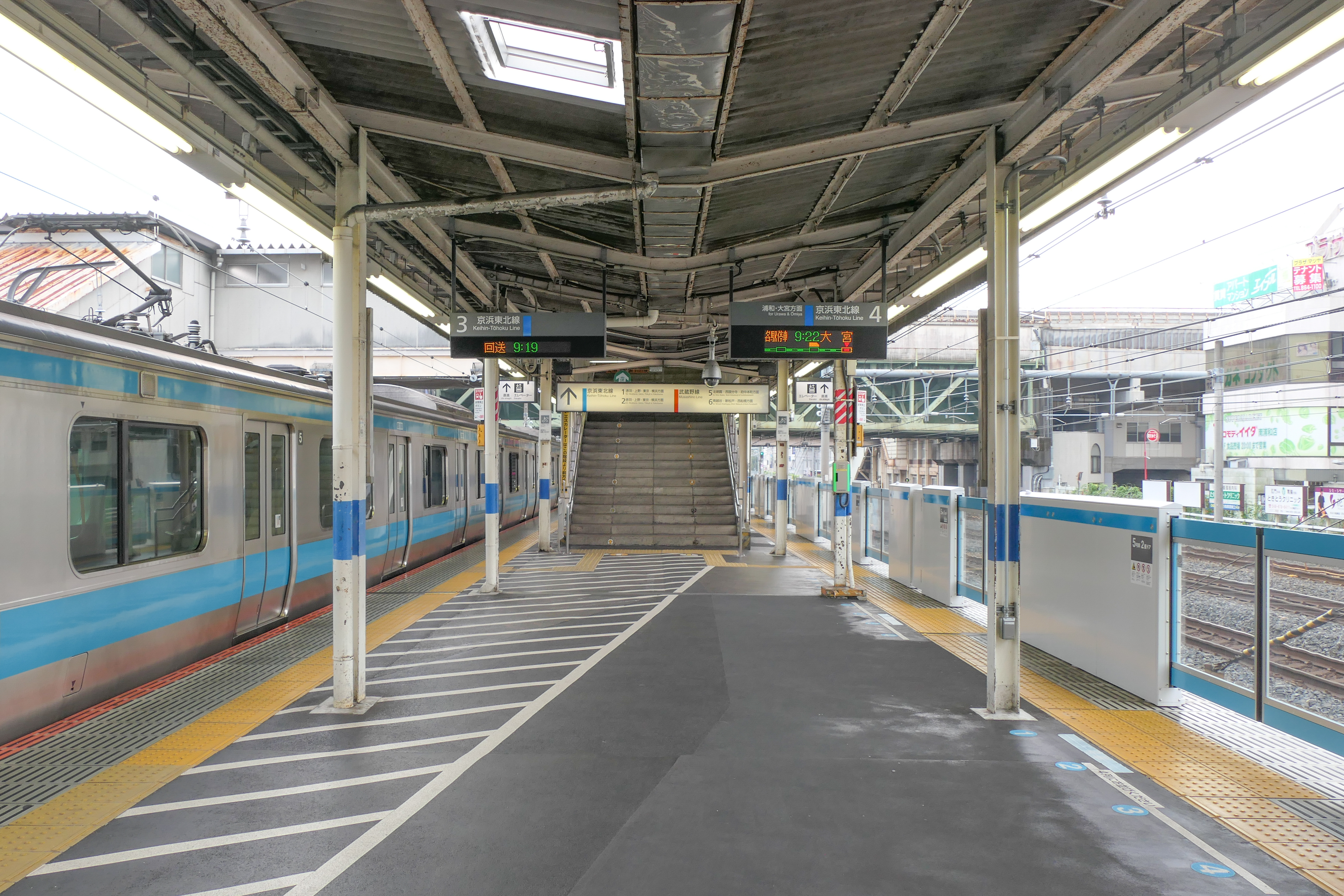
3・4番線（京浜東北線）ホーム （2021年8月）
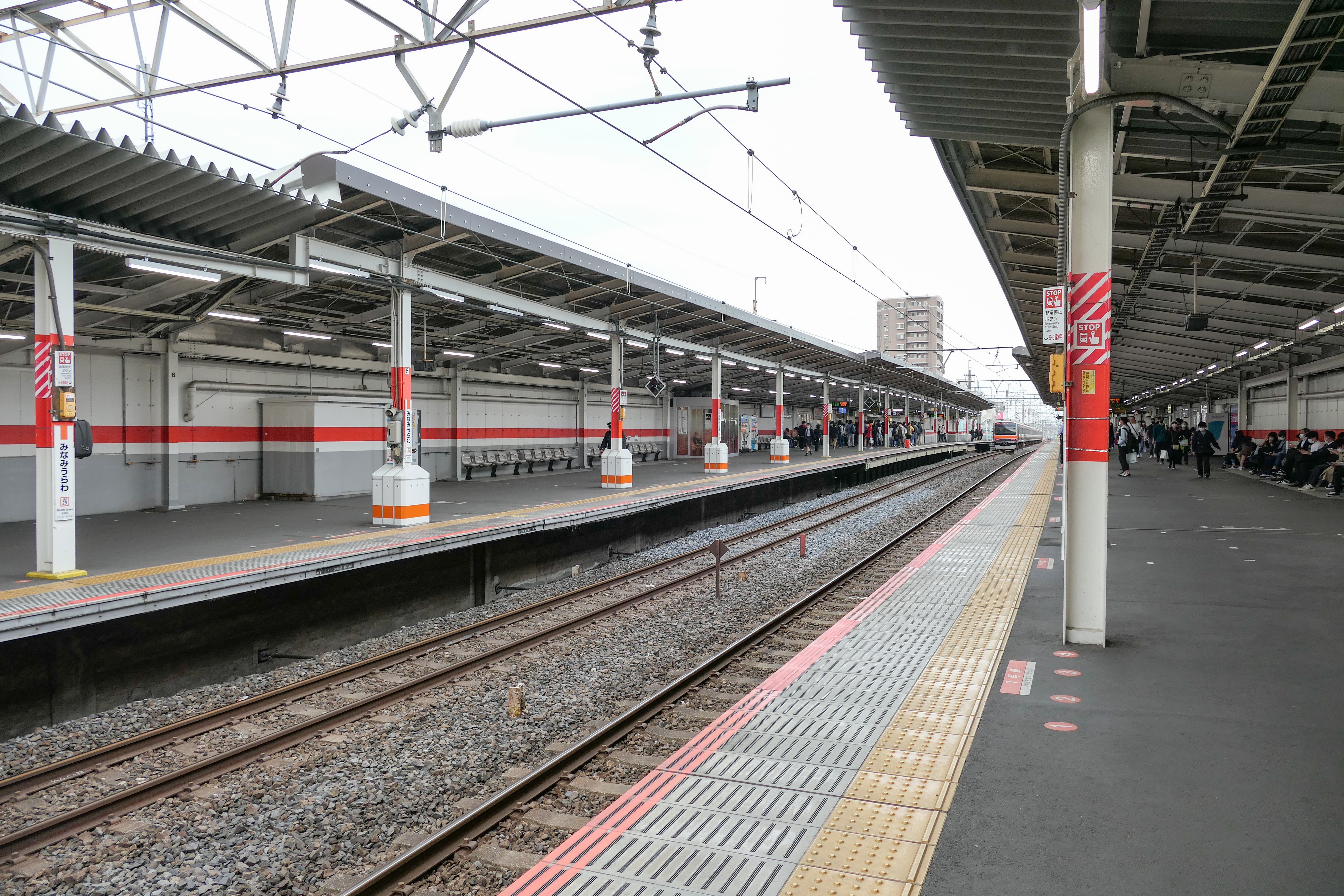
5・6番線（武蔵野線）ホーム （2023年4月）

### 改札口

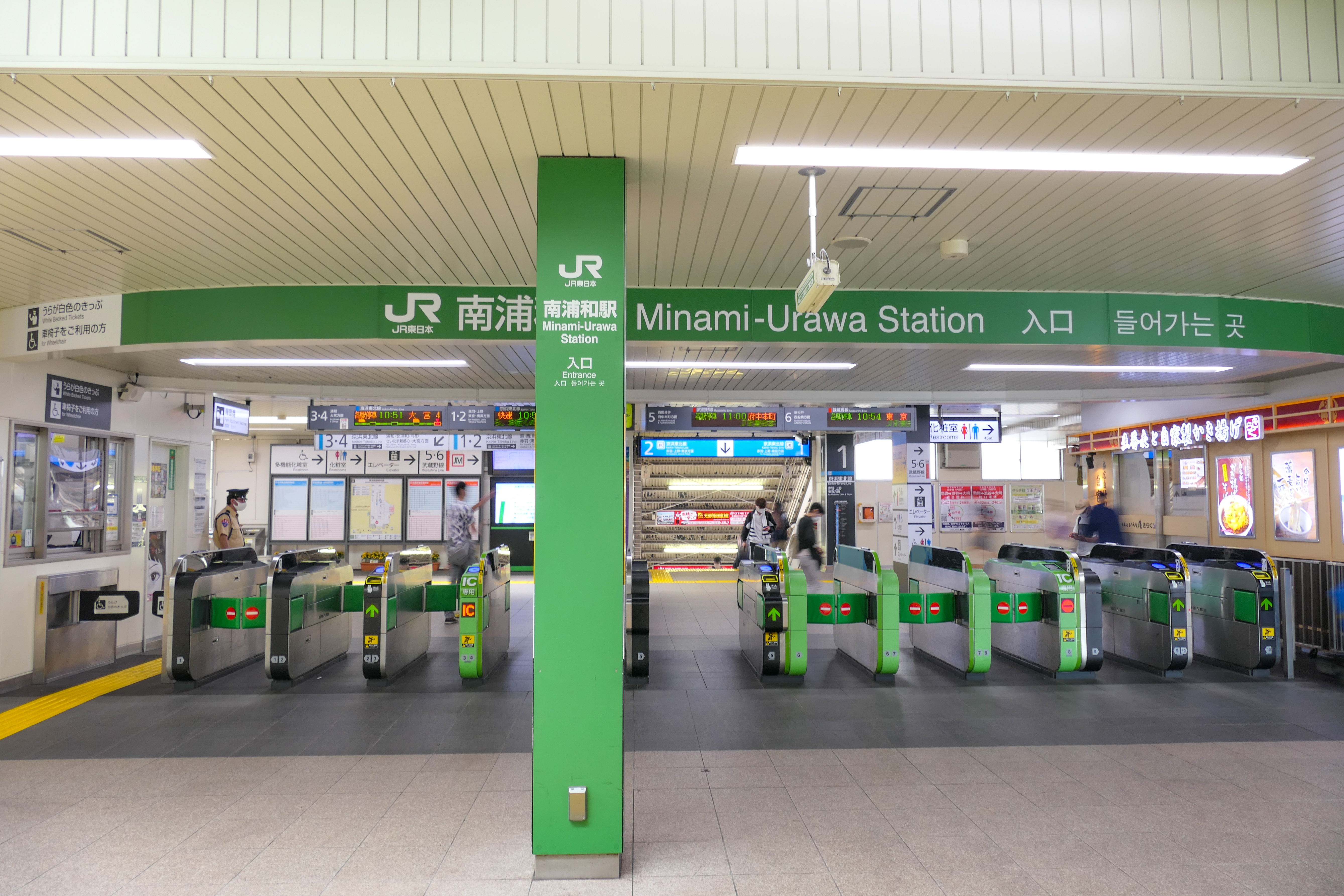
改札口（2021年8月）

2階に1か所ある。かつては東口側の武蔵野線高架下に浦和競馬場開催時に供用される臨時改札口があり、武蔵野線連絡通路とつながっていた。2020年時点ではシャッターで閉鎖されている。また、その至近にトイレが設置されている。
自動券売機（指定席券売機・話せる指定席券売機併設）が設置されている。コンコースがあるため、改札外で東口と西口の通り抜けが可能。

### 改札内店舗
- NewDays KIOSK
- いろり庵きらく

### 改札外店舗
- NewDays
- 南区役所南浦和駅市民の窓口（西口構内）

### バリアフリー設備
- 東口・西口から改札外コンコースまでの上りエスカレーター、およびエレベーターを設置。
- 京浜東北線ホームから改札内コンコースまでの上りエスカレーターを設置。1・2番線ホームからのエスカレーターは大宮寄りに設置。
- 京浜東北線、武蔵野線の各ホームと改札内コンコースを結ぶエレベーターを設置。

## 利用状況
2023年度（令和5年度）の1日平均乗車人員は53,808人である。武蔵野線では西船橋駅、南越谷駅、北朝霞駅に次ぐ第4位で、JR東日本全体では蕨駅に次いで第79位。ただし駅改札を通った人数で、JR線内相互の乗換客は含まれないので、乗換客を含めた駅利用者は実際にはこれより多い。
2007年度（平成19年度）の武蔵野線自体の1日平均乗降人員は195,641人であり、同線内で最も多い。
JR東日本および埼玉県統計年鑑によると、1981年度（昭和56年度）以降の1日平均乗車人員の推移は以下の通り。
| 年度               | 1日平均 乗車人員 | 出典     |
| ------------------ | ---------------- | -------- |
| 1981年（昭和56年） | 50,053           |          |
| 1982年（昭和57年） | 55,321           |          |
| 1983年（昭和58年） | 50,724           |          |
| 1984年（昭和59年） | 52,068           |          |
| 1985年（昭和60年） | 50,666           |          |
| 1986年（昭和61年） | 44,946           |          |
| 1987年（昭和62年） | 46,277           |          |
| 1988年（昭和63年） | 48,056           |          |
| 1989年（平成元年） | 49,824           |          |
| 1990年（平成02年） | 52,199           |          |
| 1991年（平成03年） | 53,909           |          |
| 1992年（平成04年） | 54,810           |          |
| 1993年（平成05年） | 54,835           |          |
| 1994年（平成06年） | 54,483           |          |
| 1995年（平成07年） | 54,062           |          |
| 1996年（平成08年） | 54,021           |          |
| 1997年（平成09年） | 52,458           |          |
| 1998年（平成10年） | 52,158           |          |
| 1999年（平成11年） | 51,935           | [ * 1 ]  |
| 2000年（平成12年） | 51,863           | [ * 2 ]  |
| 2001年（平成13年） | 52,666           | [ * 3 ]  |
| 2002年（平成14年） | 55,022           | [ * 4 ]  |
| 2003年（平成15年） | 55,467           | [ * 5 ]  |
| 2004年（平成16年） | 55,349           | [ * 6 ]  |
| 2005年（平成17年） | 55,624           | [ * 7 ]  |
| 2006年（平成18年） | 56,227           | [ * 8 ]  |
| 2007年（平成19年） | 57,354           | [ * 9 ]  |
| 2008年（平成20年） | 57,468           | [ * 10 ] |
| 2009年（平成21年） | 57,246           | [ * 11 ] |
| 2010年（平成22年） | 56,804           | [ * 12 ] |
| 2011年（平成23年） | 56,408           | [ * 13 ] |
| 2012年（平成24年） | 57,499           | [ * 14 ] |
| 2013年（平成25年） | 59,094           | [ * 15 ] |
| 2014年（平成26年） | 58,408           | [ * 16 ] |
| 2015年（平成27年） | 58,581           | [ * 17 ] |
| 2016年（平成28年） | 59,031           | [ * 18 ] |
| 2017年（平成29年） | 59,828           | [ * 19 ] |
| 2018年（平成30年） | 60,389           | [ * 20 ] |
| 2019年（令和元年） | 60,144           | [ * 21 ] |
| 2020年（令和02年） | 44,714           | [ * 22 ] |
| 2021年（令和03年） | 47,285           |          |
| 2022年（令和04年） | 51,308           |          |
| 2023年（令和05年） | 53,808           |          |

## 駅周辺
「さいたま市路上喫煙及び空き缶等のポイ捨ての防止に関する条例」により、当駅周辺における喫煙に対しては2,000円の反則金を徴収している。

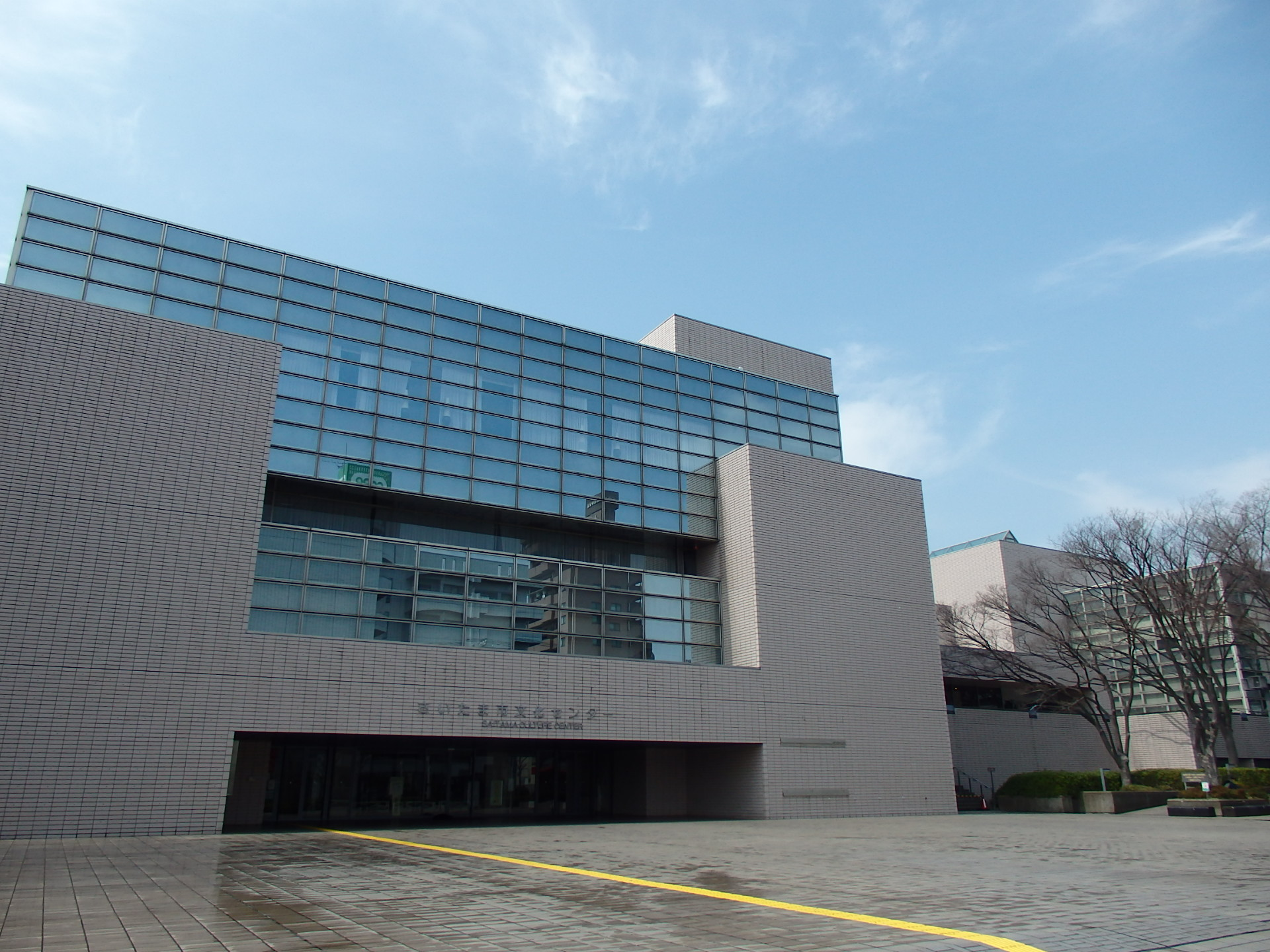
さいたま市文化センター

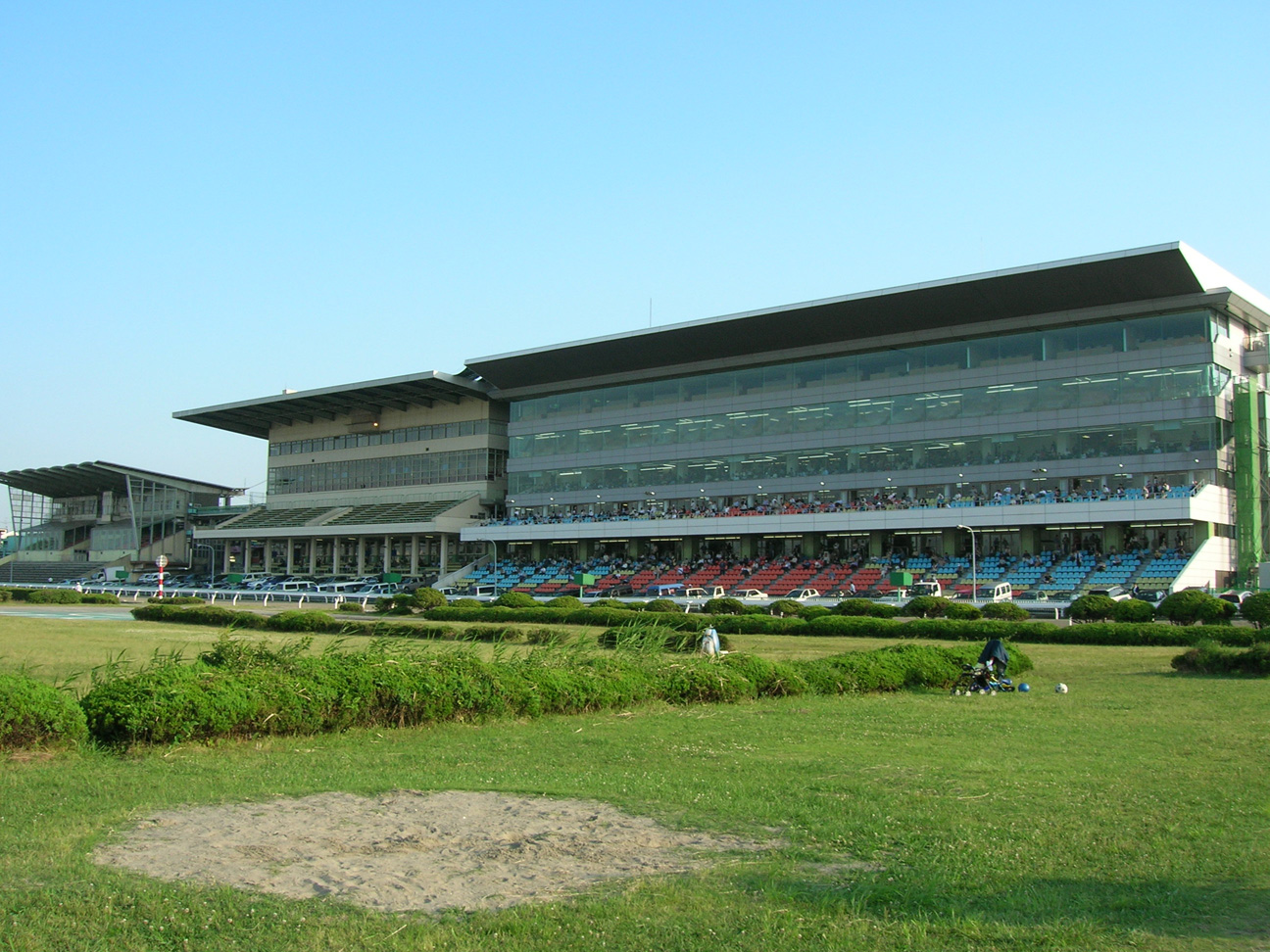
浦和競馬場

### 東口
学校
- さいたま市立大谷場小学校
- さいたま市立大谷場東小学校
- さいたま市立谷田小学校
- 川口市立芝西小学校
- さいたま市立大谷場中学校
- 川口市立小谷場中学校
- 川口市立芝中学校
- 浦和麗明高等学校

主な店舗
- マルエツ 南浦和東口店
- コモディイイダ 南浦和東口店
- ダイエー南浦和東口店（2012年9月29日オープン[13])
  - セリア ダイエー南浦和東口店
- マツモトキヨシ 南浦和店
- ドラッグセイムス 南浦和店
- 島忠ホームズ 川口店
- スギドラッグ南浦和東口店
- スギドラッグ南浦和店
- スーパーみらべる南浦和店（旧・業務スーパー南浦和店[14]）

金融機関・郵便局
- 埼玉りそな銀行 南浦和支店
- 埼玉縣信用金庫 南浦和支店
- 南浦和団地内郵便局

その他
- 浦和競馬場
- 浦和記念公園
- 舟山公園
- コンフォート南浦和
- 上谷沼運動広場
- ゴリラ公園 - BMXのコースがある。
- 浦和警察署南浦和駅東口交番

### 西口
学校
- さいたま市立南浦和小学校
- さいたま市立岸中学校
- 浦和実業学園中学校・高等学校
- 埼玉県立浦和第一女子高等学校

公共施設
- 南浦和駅市民の窓口
- さいたま市文化センター
  - さいたま市立南浦和図書館 - 出入口は独立しており、文化センター内からの出入りはできない。

百貨店・主な店舗
- 丸広百貨店 南浦和店
  - ファッションセンターしまむら まるひろ南浦和店
  - 文教堂書店
  - ヤオコーまるひろ南浦和店
- コモディイイダ 南浦和店
- コープみらい南浦和店
- スーパーバリュー 南浦和店
- ブーランジェベーグ(イートインベーカリー)
- TSUTAYA南浦和駅西口店

郵便局・金融機関
- 浦和南本町郵便局
- みずほ銀行 南浦和支店
- 武蔵野銀行 南浦和支店
- 青木信用金庫 南浦和支店
- さいたま農業協同組合 六辻支店

その他
- 一ツ木公園
- うらわ自動車教習所
- 浦和警察署南浦和駅西口交番
- 生活協同組合コープみらい 本部

また、東口・西口ともに東進ハイスクールや城南予備校などの予備校や明光義塾や臨海セミナーなどの学習塾が数多く立地するため、駅周辺は「予備校銀座」や「塾銀座」などと呼ばれる。

## バス路線
当駅を発着する路線バスはすべて国際興業バスが運行している（浦和競馬場送迎バスを除く。さいたま市南区コミュニティバス以外はすべて始発）。また、深夜バスとして池袋駅からミッドナイトアロー南浦和・東浦和が運行されている。

### 西口発着
京浜東北線・埼京線赤羽駅終電接続バス、赤11系統・赤羽駅東口発南浦和駅西口行の終点でもある（深夜運行）。
| のりば | 運行事業者   | 系統・行先                                                                                              |
| ------ | ------------ | --- |
| 1      | 国際興業バス | - 浦50：浦和駅東口 - 南浦12：藤右ヱ門橋 - さいたま市南区コミュニティバス：明花 / 武蔵浦和駅（南区役所） |
| 2      | 国際興業バス | - 南浦01：イオンモール北戸田 - 南浦07：戸田車庫                                                         |
| 3      | 国際興業バス | 南浦08：田島団地                                                                                        |
| 4      | 国際興業バス | 南浦80：戸田車庫                                                                                        |
| 5      | 国際興業バス | - 蕨50：蕨駅西口 - 南浦84：戸田車庫                                                                     |

### 東口発着
かつては武蔵野線高架下に競馬場行のりばがあったが、長時間のバス停車による渋滞が激しいため、民間の駐車場にバスのりばを移設した。
| のりば | 運行事業者   | 系統・行先                                                           |
| ------ | ------------ | -------------------------------------------------------------------- |
| 1      | 国際興業バス | - 南浦55：柳崎循環 - 南浦55-3：牛田橋 - 南浦60（深夜）：東川口駅南口 |
| 2      | 国際興業バス | - 南浦51：二十三夜坂下 - 南浦52：細野循環                            |
| 3      | 国際興業バス | 南浦52：細野循環（競馬場先回りのみ）                                 |

## 隣の駅
東日本旅客鉄道（JR東日本）
 京浜東北線
■快速・■各駅停車
浦和駅 (JK 43) - 南浦和駅 (JK 42)  - 蕨駅 (JK 41)
 武蔵野線
武蔵浦和駅 (JM 26) - 南浦和駅 (JM 25) - 東浦和駅 (JM 24)

### 記事本文